# Лидъм Сейнт Анс
Лидъм Сейнт Анс (на английски: Lytham St Annes) е агломерация в район Фелд, Ланкашър, Англия. Съседските градчета Лидъм и Сейнт Анс он сий (обикновено наричан Сейнт Анс) са се разрастнали и сега образуват крайморски курортен град. Населението е 44 208 жители (2017 г.).